# 項圈 (BDSM)
項圈是在BDSM的遊戲中，賦予服從者屈辱感及被支配感滋味的一種道具。除了服從者單方面穿著之外，也有一種情況是支配者同時也戴上的。
原本頸圈是由犬隻所使用的項圈所演化出來的。因項圈本身是代表著犬隻與主人寵物的關係，故作為BDSM道具使用時亦有相同意味，令服從者成為支配者的「寵物」。頸圈有金屬製、皮革製等多種款式。
如果使用高身的項圈，甚至還可以限制頸部的動作，例如低頭。

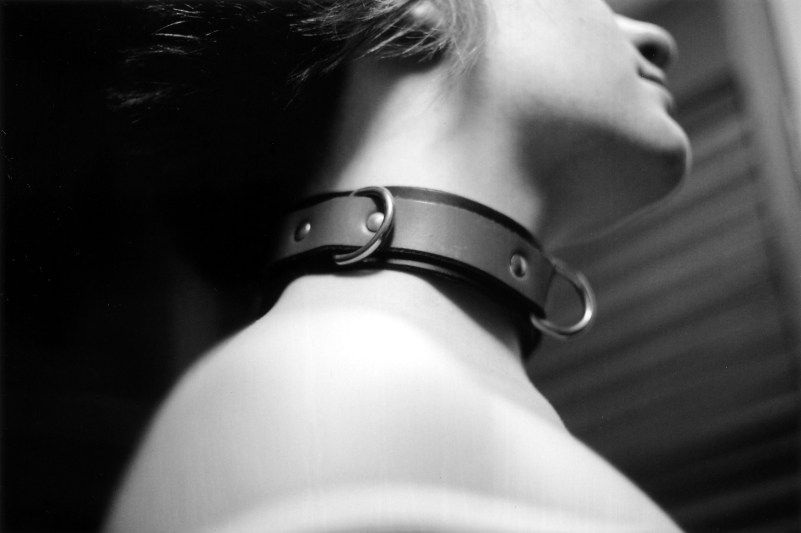
帶著項圈的女人

## 外部連結
- Collars: Who, What and Why （页面存档备份，存于）